# Kostel svatého Porfyria
Kostel svatého Porfyria je pravoslavný chrám (kostel) v Pásmu Gazy. Chrám je nejstarším používaným v Gaze a bývá označován za jeden z nejstarších chrámů světa. Patří pravoslavným a organizačně spadá pod její Jeruzalémský patriarchát. Nachází se ve Starém Městě v Gaze a je zasvěcen svatému Porfyriovi (347–420), který byl biskupem v Gaze a který je v chrámu pochován. 

## Dějiny
Základy chrámu byly položeny zřejmě roku 425, současná stavba ovšem pochází od křižáků, kteří kostel přestavěli v 50. či 60. letech 12. století. V roce 1856 prošel další renovací. Záznamy od 15. století dokládají, že chrám byl zasvěcen nejen sv. Porfyriovi, ale i Panně Marii.
Od roku 2006 se město stalo terčem pravidelného ostřelování ze strany izraelské armády. Tu chrám opakovaně sloužil jako azyl pro civilisty, podle katarského zpravodajského serveru Al-Jazeera English pro křesťany i pro muslimy.
Ve čtvrtek 19. října 2023 během války Izraele s Hamásem však komplex kostela, kde se ukrývalo 400–500 obyvatel Gazy, zasáhly čtyři izraelské bomby. Dle chrámové správy bomby zcela zničily minimálně jednu budovu v komplexu chrámu a dvě haly vybudované jako příbytek pro uprchlíky. Izraelská armáda uvádí, že mířila na velitelské středisko Hamásu, které se údajně mělo nacházet v sousední budově.
Server Vatican News zveřejnil 20. října článek, podle nějž Světová rada církví útok na chrám sv. Porfyria jednoznačně odsoudila. 